# Parafia św. Idziego w Mikorzynie
Parafia Świętego Idziego w Mikorzynie – parafia rzymskokatolicka znajdująca się w diecezji kaliskiej, w dekanacie Ostrzeszów.